# История Оахаки
История Оахаки, штата на юго-востоке Мексики, охватывает продолжительные периоды существования на его территории различных цивилизаций и государств. Цивилизации сапотеков и миштеков сменил период испанской колонизации, который закончился эпохой независимости в составе современной Мексики.
В районе Центральной долины на юго-востоке Оахаки археологи обнаружили свидетельства существования исторических поселений. Ацтеки из Теночтитлана, расположенного на вулканическом плато к северу от того места, где сегодня находится Мехико, впервые прибыли на территорию свовременной Оахаки около 1250 года и в XV веке установили здесь военное правление, продолжавшееся до прихода испанцев. После падения Теночтитлана испанцы захватили Оахаку, что привело к последующему резкому сокращению численности местного населения и увеличению числа африканских рабов. Регион продолжал заселяться преимущественно испанскими иммигрантами из Европы, привозившими сюда и своих африканских рабов. После войны за независимость Мексики Оахака получила статус департамента, но после падения мексиканского императора Агустина I в 1824 году она стала штатом, а Хосе Мургия стал её первым губернатором. В XIX веке Оахака была разделена на либералов и консерваторов. Политическое и военное противостояние между ними приводило к войнам и интригам. С 1920-х по 1940-е годы в штате произошёл ряд крупных катастроф. В 1940-х и 1950-х годах были начаты новые инфраструктурные проекты. С 1980-х годов по настоящее время в штате активно развивается туристический бизнес.

## Колониальный период

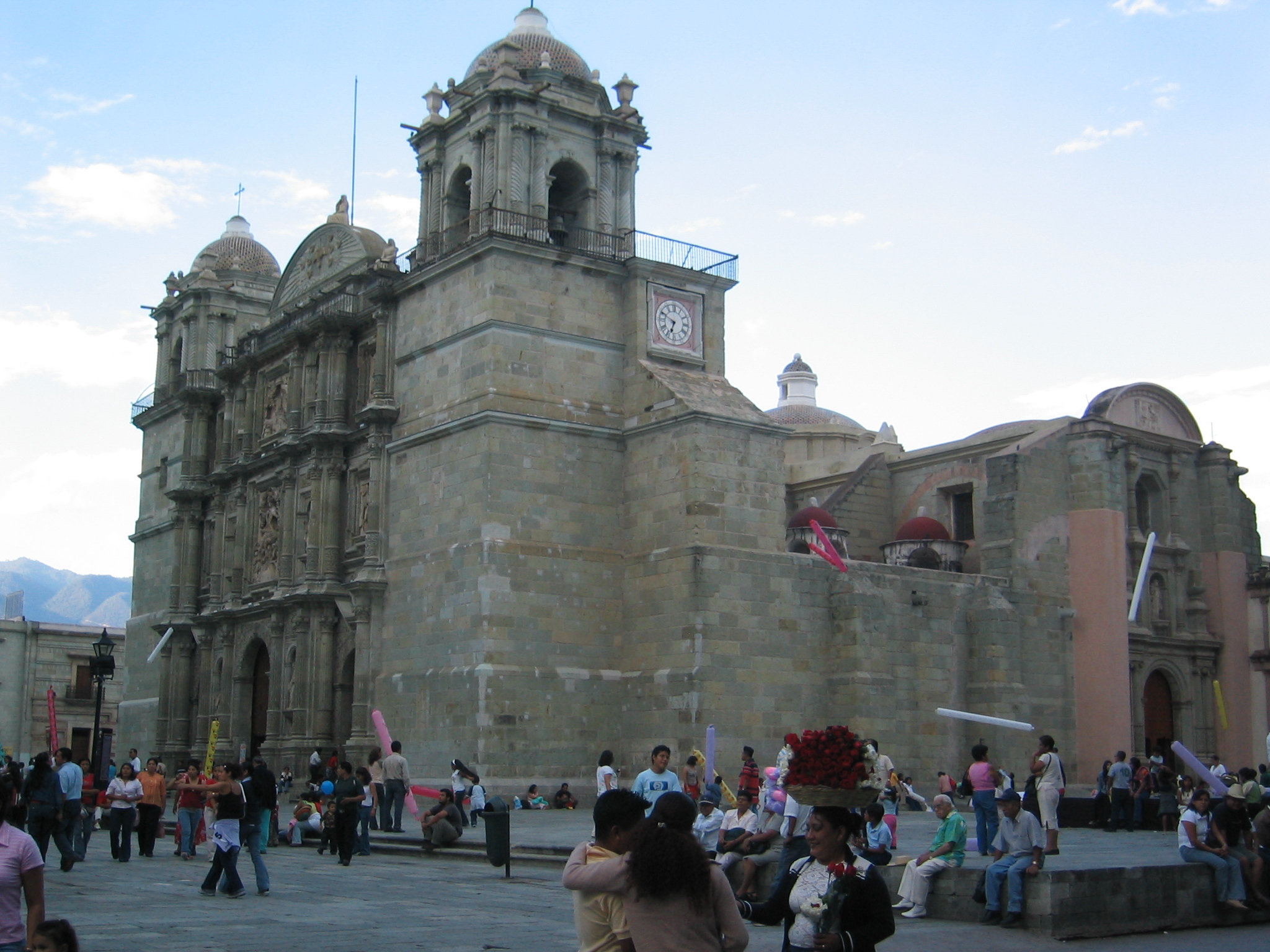
Собор Оахаки

Вскоре после падения Теночтитлана испанцы прибыли в Оахаку. Монтесума II рассказал Эрнану Кортесу о наличии золота в этом регионе. Кроме того, когда вожди сапотеков услышали об испанском покорении Ацтекской империи, они отправили предложение им о союзе. Для исследования местности Оахаки в поисках золота и путей выхода к Тихому океану, которые нужны были для установления торговых связей с азиатскими рынками специй, Кортес отправил лучших своих капитанов, включая Гонсало де Сандоваля, Франсиско де Ороско и Педро де Альварадо. Спустя четыре месяца после падения Теночтитлана он захватили и этот важнейший военный оплот ацтеков. Их донесения об этой местности побудили Кортеса добиваться от испанской короны титула маркиза долины Оахака.

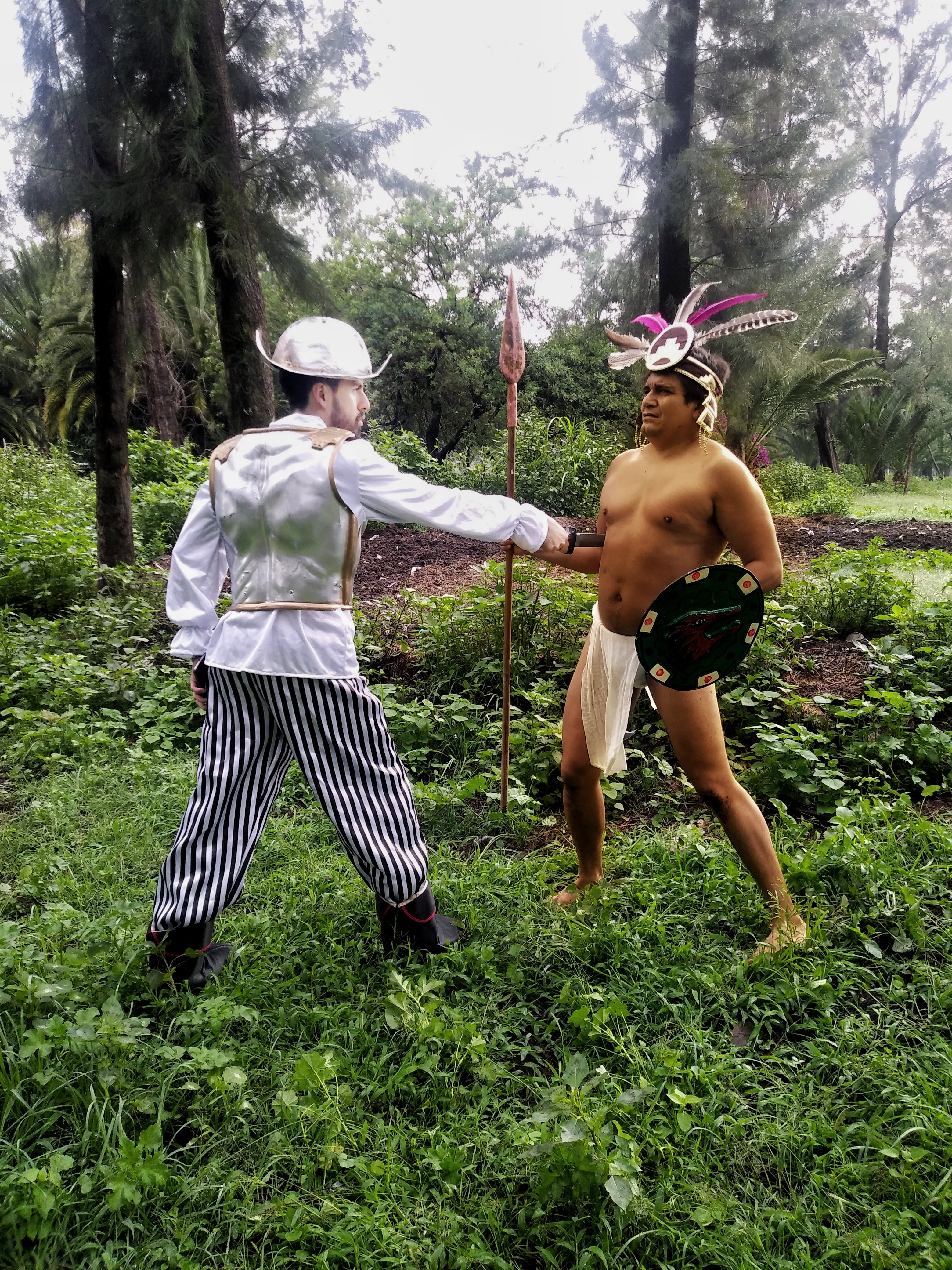
Реконструкция битвы между местным воином и конкистадором

Сапотеки долины, миштеки из Верхней Миштеки, масатеки и куикатеки в большинстве своём предпочли не воевать с пришельцами, а вместо этого вести переговоры о сохранении большей части своих прежних привилегий и статусов, но признавая над собой высшую власть испанцев. Сопротивление же было спорадическим и ограничивалось Тихоокеанской прибрежной равниной, Сапотекской сьеррой, регионом Михе и перешейком Теуантепек. Сильнейший отпор вторжениям на свои земли давали михе. Они боролись не только в течение первого десятилетия испанской оккупации, как другие индейцы, но продолжали это делать до конца XVI века. Последнее крупное восстание михе произошло в 1570 году, когда они сожгли и разграбили общины сапотеков и пригрозили уничтожить испанскую крепость Вилья-Альта. Однако это восстание было подавлено испанцами в союзе примерно с 2000 миштеков и ацтеков. Народ михе отступил в изолированные районы горного хребта Сьерра-Норте, где они живут и по сей день.
Первым священником, ступившим на земли Оахаки был Хуан Диас, находившийся в сопровождении Франсиско де Ороско-и-Товара. Он возвёл первую церковь на территории нынешнего города Оахака. За ним последовали Бартоломе де Ольмаде и другие, которые начали формальное обращение местный жителей в христианство, в том числе крестив лидера сапотеков Косихоесу. В 1528 году в городе Оахака обосновались доминиканцы, создавшие в 1535 году епископство Оахака, и начали распространять свою веру, в конечном итоге достигнув Теуантепека и побережья. За ними последовали и другие ордена, такие как иезуиты в 1596 году, мерседарии в 1601 году и другие в XVII и XVIII веках.
Испанское завоевание и последовавшая за этим колонизация и систематическая эксплуатация региона оказали разрушительное воздействие на коренное население. Болезни, завезённые из Европы, и принудительный труд привели к резкому сокращению численности индейцев, а в некоторых районах — и к его уничтожению. Было подсчитано, что численность коренного населения региона сократилась с 1,5 миллионов в 1520 году до 150 000 человек в 1650 году. Сокращение рабочей силы, на которую они могли рассчитывать, побудило испанцев начать завозить в Оахаку африканских рабов, особенно в прибрежные районы. Систематическая эксплуатация коренного и африканского населения продолжалась на протяжении всего колониального периода. Первоначально испанцы не меняли местные структуры власти и позволяли знати сохранять свои привилегии до тех пор, пока они были лояльны испанской короне. Однако в итоге, когда испанцы прекратили войны между индейскими городами-государствами, все коренные жители были в конечном счете отнесены к одной официальной категории «индио» (индейцы). Поселенцы из Испании привезли с собой домашних животных, которых никогда не видели в Оахаке: лошадей, коров, коз, овец, кур, мулов и быков. Появились новые сельскохозяйственные культуры, такие как сахарный тростник, ваниль и табак. Коренные жители продолжали владеть большей частью земель Оахаки, хотя лишь девять процентов её территории была пахотной. Усилия испанских чиновников и торговцев, пытавшихся лишить коренное население привилегий, встречали сопротивление. Хотя в некоторых случаях оно было сопряжены с насилием, коренные жители также прибегали к административно-судебной системе или уступкам. К насилию прибегали лишь в самых тяжёлых ситуациях. Местным продуктом, приобретшим экономическое значение в колониальный период, была мексиканская кошениль, которую использовали для изготовления текстильных красителей. Этот продукт экспортировался в Европу, особенно в XVII-XVIII веках. Использование кошенили прекратилось в XIX веке с открытием более дешёвых красителей.
На протяжении большей части колониального периода Оахака (тогда ещё интенденсия или провинция) была относительно изолированной местностью, с небольшим количеством дорог и других способов коммуникаций. Большинство политических и социальных вопросов решались исключительно на местном уровне. Несмотря на испанское господство, коренные народы Оахаки сохранили большую часть своей культуры и самобытности, в большей степени, чем в большинстве других мест Мексики. Отчасти это связано с географией страны, которая делает многие общины изолированными.